# ケトテトロースリン酸アルドラーゼ
ケトテトロースリン酸アルドラーゼ（Ketotetrose-phosphate aldolase、EC 4.1.2.2）は、以下の化学反応を触媒する酵素である。
エリトルロース-1-リン酸{\displaystyle \rightleftharpoons }ジヒドロキシアセトンリン酸 + ホルムアルデヒド
従って、この酵素の基質はエリトルロース-1-リン酸のみ、生成物はジヒドロキシアセトンリン酸とホルムアルデヒドの2つである。
この酵素はリアーゼ、特に炭素-炭素結合を切断するアルデヒドリアーゼに分類される。系統名は、エリトルロース-1-リン酸 ホルムアルデヒドリアーゼ (グリセロンリン酸形成)(erythrulose-1-phosphate formaldehyde-lyase (glycerone-phosphate-forming))である。他に、phosphoketotetrose aldolase、erythrulose-1-phosphate synthetase、erythrose-1-phosphate synthase、erythrulose-1-phosphate formaldehyde-lyase等とも呼ばれる。